# Академія (футбольний клуб, Ташкент)
Футбольний Клуб «Академія» (Ташкент) або просто «Академія» (узб. «Янгиер» футбол клуби) — колишній професіональний узбецький футбольний клуб з міста Ташкент.

## Історія
Футбольний клуб «Академія» було засновано в Ташкенті в 1998 році, а засновником та головним спонсором клубу було Міністерство внутрішніх справ Республіки Узбекистан. У 2000 році команда дебютувала в Першій лізі Узбекистану. У дебютному сезоні ФК «Академія» посів перше місце в лізі і вийшов до Вищої ліги Узбекистану. У 2001 році він посів високе п'яте місце. Проте, в наступному сезоні було вирішено, що клуб буде замінений на клуб «Олімпік», який був покликаний зібрати гравців, які виступають у складі національної збірної. Тим не менш, більшість гравців вирішили перейти та виступати за команду «Пахтакор» (Ташкент). Вільне місце в наступному сезоні зайняла команда Сурхан (Термез), який посів найвище місце серед клубів, які мали вилетіти з Вищої ліги.
У 2002 році клуб виступав у Другій лізі, серед клубів з Ташкентської області, і після закінчення сезону, клуб було вирішено розформувати.

## Досягнення
- Перша ліга Узбекистану
  -  Чемпіон (1): 2000
- Чемпіонат Узбекистану
  - 5-те місце: 2001
- Кубок Узбекистану:
  - 1/4 фіналу: 2001/2002

## Відомі футболісти
- Авзал Азізов
- Ярослав Крушельницький
- Юрій Никитков
- Зайниддін Таджиєв
- / Юрій Винтовкін